# ميخائيل تينسلي
ميخائيل تينسلي (بالإنجليزية: Michael Tinsley)‏ هو منافس ألعاب قوى أمريكي، ولد في 21 أبريل 1984 في ليتل روك في الولايات المتحدة.

## وصلات خارجية
- ميخائيل تينسلي على موقع الاتحاد الدولي لألعاب القوى (الإنجليزية)
- ميخائيل تينسلي على موقع الاتحاد الأمريكي لسباقات المضمار والميدان (الإنجليزية)
- ميخائيل تينسلي على موقع الدوري الماسي (الإنجليزية)
- ميخائيل تينسلي على موقع اللجنة الأولمبية الدولية (الإنجليزية)
- ميخائيل تينسلي على موقع أوليمبيديا (الإنجليزية)
- ميخائيل تينسلي على موقع اللجنة الأولمبية والبارالمبية الأمريكية (الإنجليزية)